# Конмэн
«Конмэн» (англ. Con Man) — американский комедийный веб-сериал, созданный Аланом Тьюдиком, также сыгравшем в проекте главную роль. Премьера сериала состоялась 30 сентября 2015 года на платформе видеохостинга Vimeo.

## Сюжет
Рей Нерели (англ. Wray Nerely) — актёр, снявшийся в роли пилота космического корабля в сериале «Спектрум», который был снят с производства, но стал культовой классикой в научной фантастике. Сам Рей, однако, не стал голливудской звездой в отличие от своего хорошего друга Джека Мура, сыгравшего в «Спектруме» капитана корабля. Раздосадованный своими неудачами и карьерным взлётом Джека, Рей посещает многочисленные собрания типа Comic-Con, научно-фантастические фестивали и магазины комиксов, постепенно осознавая, что у него есть свои поклонники и он их любит.

## В ролях

### Основные персонажи
- Рей Нерели (Алан Тьюдик) — неудачливый актёр, сыгравший в популярном сериале «Спектрум» пилота корабля Кэша Уэйна. После этой роли актёру предлагают роли только в научно-фантастических проектах. Имя для героя взято из сериала «Правосудие», так звали персонажа Алана Тьюдика в одном из эпизодов[5]. Во многом персонаж является отсылкой к самому Алану, который играл пилота Уоша в культовом сериале «Светлячок», закрытом после одного сезона[3][6][7].
- Джек Мур (Нейтан Филлион) — также актёр, лучший друг Рея. В «Спектруме» он играл главную роль, капитана корабля Джеймса Раакера. После этого в карьере Мура произошёл прорыв, он стал «невероятной кинозвездой боевиков типа Мэтта Деймона».
- Бобби (Минди Стерлинг) — букинг-агент Рея, трансгендерная женщина. В прошлом была актрисой и имела широкий диапазон ролей в кино, от научно-фантастических фильмов категории B до снаффа.

### Второстепенные персонажи
- Джон Бутелл (Каспер Ван Дин) — бармен, появляющийся во всех барах, вне зависимости от места действия. При этом бармен испытывает неудобство, когда кто-то сравнивает его с Каспером Ван Дином.
- Статтен (Генри Роллинс) — актёр, сыгравший в «Спектруме» члена экипажа космического корабля Ханшена.
- Доун (Эми Экер) — актриса, сыгравшая в «Спектруме» члена экипажа космического корабля Бри.
- Джерри Лэнсинг (Нолан Норт) — лучший актёр Motion Capture после Энди Сёркиса.

## Производство
По словам Алана Тьюдика в марте 2015 года, проект был в стадии разработки на протяжении двух лет. Он передал идею сериала производственной компании, которая заинтересовалась проектом и начала составлять контракты. Однако спонсор покинул компанию, съёмки так и не начались. Тьюдик потратил целый год на встречи с продюсерами, но был разочарован. Когда его попросили найти аудиторию для сериала кроме «странных нердов», он отказался, полагая, что это подрывает концепцию «Конмэна» и оскорбляет его поклонников. Таким образом, был выбран формат веб-сериала.

## Связь с сериалом «Светлячок»
«Спектрум» — явная отсылка к космической опере «Светлячок» Джосса Уидона. Алан Тьюдик и Нейтан Филлион снимались в «Светлячке» в ролях пилота (Хобан «Уош» Уошбурн) и капитана корабля (Малкольм «Мэл» Рейнольдс) соответственно. В «Конмэне» также появляются их коллеги — Шон Махер (доктор Саймон Тэм) и Джина Торрес (Зое Уошбурн).
Как и телесериал Уидона, «Спектрум» был популярен среди фанатов научной фантастики, но закрыт после одного сезона.
Несмотря на сходство «Спектрума» со «Светлячком» и наличие тех же актёров в главных ролях, Алан Тьюдик заявил, что сериал не является автобиографическим. Тем не менее, «Конмэн» во многом основан на личном опыте актёра.